# Anna Nicoletti
Anna Nicoletti, född 3 januari 1996, är en italiensk volleybollspelare (vänsterspiker) som spelar för Volley Millenium Brescia och italienska landslaget.
Nicoletti spelade volleyboll med det italienska förbundets utvecklingslag Club Italia i serie B1 (den tredje högsta serien) mellan 2011 och 2014. Därefter gick hon över till Imoco Volley, med vilka hon blev italiensk mästare 2015–2016. Efter två säsonger med klubben gick hon över till Unione Sportiva Pro Victoria Pallavolo Monza, som hon spelade med en säsong innan hon återvände till Imoco och åter blev italiensk mästare 2017–2018. Hon gick över till Volley Millenium Brescia för säsongen 2018-2019. Hon spelade med den en säsong innan hon gick över till Polisportiva Filottrano Pallavolo som hon också spelade med en säsong innan hon återvände till Brescia. Även den andra sejouren i klubben varade ett år då hon 2021 gick över till Aydın BBSK som hon spelat med sedan dess.
Med U18-landslaget tog hon silver vid U18-EM 2013 och med U20-landslaget tog hon brons vid U20-VM 2015. Hon debuterade i seniorlandslaget 2019, och vann silver med dem vid den 30:e Universiaden samma år.